# Condado de Rockland
El condado de Rockland (en inglés: Rockland County) es un condado del estado de Nueva York, Estados Unidos. Se encuentra a unos 20 kilómetros al norte-noroeste de la Ciudad de Nueva York. Según el censo de 2020 la población del condado era de 338 329 habitantes. La sede de condado es New City. El nombre proviene de rocky land (tierra rocosa) dado por los primeros colonizadores neerlandeses de la región en el siglo XVII. Actualmente es un área suburbana de la ciudad de Nueva York y constituye el condado más meridional del valle del río Hudson. 
El condado de Rockland es, con 75.306 dólares, el noveno condado con mayor renta por hogar de los Estados Unidos conforme a los datos del censo de 2004. Su código de área es el 845.

## Geografía
Según la Oficina del Censo, el condado tiene un área total de 515 km², de la cual 451 km² es tierra y 65 km² (12.60%) es agua.

### Condados adyacentes
- Condado de Orange (norte)
- Condado de Putnam (noreste)
- Condado de Bergen, Nueva Jersey (sur)
- Condado de Passaic, Nueva Jersey (oeste)

### Localidades

#### Pueblos
Clarkstown |
Haverstraw |
Orangetown |
Ramapo |
Stony Point 

#### Villas
Airmont |
Chestnut Ridge |
Grand View-on-Hudson |
Haverstraw |
Hillburn |
Kaser |
Montebello |
New Hempstead |
New Square |
Nyack |
Piermont |
Pomona |
Sloatsburg |
South Nyack |
Spring Valley |
Suffern |
Upper Nyack |
Wesley Hills |
West Haverstraw 

#### Lugares designados por el censo
Bardonia |
Blauvelt |
Congers |
Hillcrest |
Monsey |
Mount Ivy |
Nanuet |
New City |
Orangeburg |
Pearl River |
Sparkill |
Stony Point |
Tappan |
Thiells |
Valley Cottage |
Viola |
West Nyack 

#### Áreas no incorporadas (aldeas)
Centenary |
Central Nyack |
Doodletown |
Garnerville |
Grassy Point |
Johnsontown |
Jones Point |
Ladentown |
Middletown |
Nauraushaun |
Palisades |
Rockland Lake |
Sandyfield |
Sickletown |
St. John's in the Wilderness |
Sterlington |
Tallman |
Tomkins Cove 

## Demografía
En el censo de 2000, había 286,753 personas, 92,675 hogares y 70,989 familias residiendo en el condado. La densidad poblacional era de 636 personas por km². En el 2000 había 94,973 unidades habitacionales en una densidad de 210 por km². La demografía del condado era de 76.91% blancos, 10.98% afroamericanos, 0.24% amerindios, 5.52% asiáticos, 0.7% isleños del Pacífico, 3.78% de otras razas y 2.51% de dos o más razas. 10.18% de la población era de origen hispano o latino de cualquier raza.
Según la Oficina del Censo en 2000 los ingresos medios por hogar en la localidad eran de $75,306, y los ingresos medios por familia eran $86,624. Los hombres tenían unos ingresos medios de $58,214 frente a los $43,955 para las mujeres. La renta per cápita para la localidad era de $31,680. Alrededor del 9.50% de la población estaban por debajo del umbral de pobreza.

## Transporte

### Aeropuertos cerca de Rockland
- Nueva York - Aeropuerto Internacional John F. Kennedy, Aeropuerto LaGuardia y Aeropuerto Internacional Stewart
- Nueva Jersey - Aeropuerto Internacional Newark Liberty

### Principales autopistas

CR 1

NY 17
NY 45
NY 59
NY 106
NY 210
NY 303
NY 304
NY 306
US 9W
US 202
US 340

I-87/I-287/NYST
PIP
GSP